# Kirił Christow

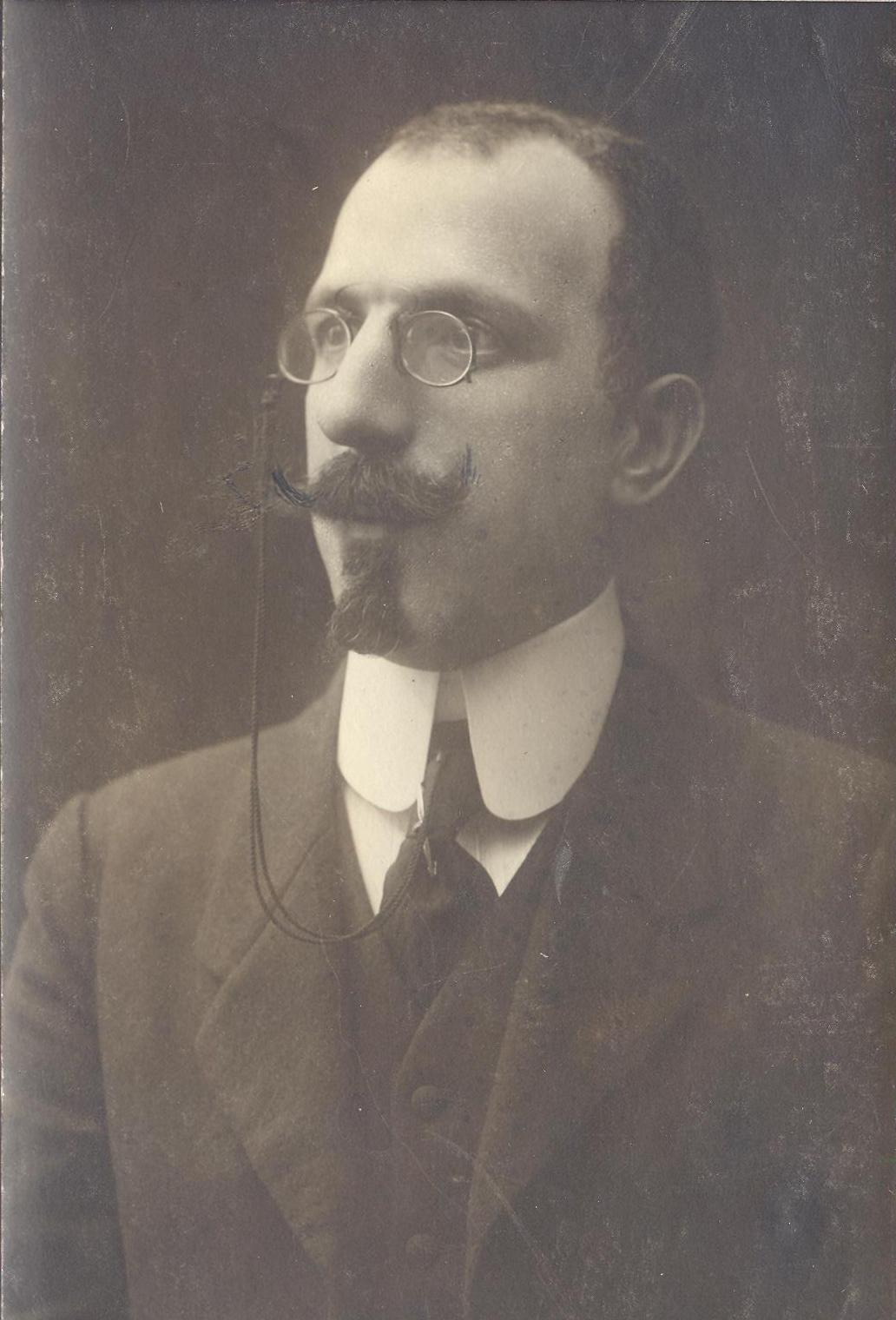

Kirił Christow (ur. 1875, zm. 1944) – bułgarski pisarz, poeta i dramaturg.
W swoich utworach opisywał z dużą plastycznością życie bułgarskiego ludu i tamtejszą przyrodę. Jako tłumacz przyswoił utwory Dantego, Rostanda, Szekspira i Schillera, jak również dzieła autorów czeskich, które poznał podczas pobytu w Pradze.
Wiersze Christowa tłumaczyli na język polski Wilhelm Szewczyk, Antoni Opęchowski, Jerzy Gizella, Zbigniew Bieńkowski, Mieczysława Buczkówna i Helena Bychowska.